# Yamoussoukro
Yamoussoukro je glavni grad Obale Bjelokosti. Ima oko 200.000 stanovnika (stanje 2005.) Nalazi se u regiji Lacs, u središtu države, udaljen oko 220 km sjeverozapadno od Abidjana.
Grad se naglo razvija od 1983. kad je proglašen glavnim gradom (dotad je imao manje od 20.000 stanovnika). U Yamoussoukru je rođen dugogodišnji predsjednik Obale Bjelokosti Félix Houphouët-Boigny, koji je svoj rodni grad proglasio glavnim gradom.
Najznačajnije su djelatnosti građana proizvodnja parfema i prerada ribe.
U gradu se nalazi bazilika Majke Božje Kraljice mira, najveća crkva na svijetu.

## Vanjske poveznice
- Službena stranica  Arhivirana inačica izvorne stranice od 5. siječnja 2012. (Wayback Machine) (fr.)(engl.)

### Ostali projekti
|  | Zajednički poslužitelj ima još gradiva o temi Yamoussoukro |